# Rekviem (Mozart)
Wolfgang Amadeus Mozart: Rekviem (maša za umrle) KV. 626 v d molu.

## Stavki
- I.   Introitus: Reqiem; Adagio
- II.  Kyrie; Allegro
- III. Sequentia (glej besedilo celotne sekvence)
  1. Dies irae
  2. Tuba mirum
  3. Rex tremendae majestatis
  4. Recordare, Jesu pie
  5. Confutatis maledictie
  6. Lacrimosa dies illa

- IV.   Offertorium
  1. Domine Jesu Christe
  2. Hostias et preces

- V.   Sanctus
- VI.  Benedictus
- VII. Agnus Dei
- VIII.Communio; Lux aeterna

## Okoliščine nastanka Mozartovega rekviema
V Mozartovih časih je bilo samoumevno, da je skladatelj ustvarjal tudi nabožno glasbo in da se je pri tem držal predpisanih tradicionalnih obrazcev. Vendar so nekatera sakralna glasbena dela tega obdobja daleč presegla ustaljene obrazce in standardna pričakovanja. Najveličastnejši med njimi je nedvomno Mozartov Rekviem. Mozart se je v svoji uglasbitvi maše za umrle sicer držal predpisanega sakralnega stila, kakršnega so izoblikovali Bach, Händel in italijanski baročni mojstri, vendar je stare obrazce združil s pretresljivo izkušnjo bližajoče se smrti. Prav Rekviem svojimi drznimi harmonijami in instrumentacijo (mračna slovesna barva, ki jo orkestru dajejo basetni horni, fagoti in timpani) bolj kot katerokoli drugo glasbeno delo 18. stoletja napoveduje romantično dobo. 
V 18. stoletju so ljudje umirali zgodaj. Medicina je zmogla ozdraviti še mnogo manj bolezni kot dandanes. Kosile so jetika, črne koze, tifus in podhranjenost, usoden je bil lahko že navaden prehlad. Le polovica živorojenih otrok je dočakala dvajseto leto. Od šestih otrok Wolfganga Amadeusa in Constance Mozart sta preživela dva. Skladatelj je leta 1778 pisal svojemu bolehajočemu očetu besede, ki nam zvenijo znano, kot bi jih prebrali v Prešernovih Sonetih nesreče: »Če dobro premislimo, je v resnici smrt zadnji cilj našega življenja in v zadnjih letih sem to najboljšo človekovo prijateljico tako dobro spoznal, da mi misel nanjo ne vzbuja več groze, temveč me pomirja in tolaži.«
Mozart je dobil naročilo za Rekviem poleti 1791. Delo je naročil grof Walsegg-Stuppach v spomin na ženo, ki mu je umrla v cvetu mladosti. Naročil ga je po posredniku in domnevajo, da je želel ostati anonimen, da bi avtorstvo Rekviema laže pripisal sebi. Skrivnostni naročnik je polovico honorarja poravnal vnaprej. Mozart je zelo lahkomiselno upravljal lastne finance in se je povrhu vsega zapletel še v katastrofalne denarne mahinacije svojega prostozidarskega prijatelja Emanuela Schikanedra. Naročilo mu je omogočilo nujno potreben predah v vrtincu dolgov, s katerimi je pokrival svoje prekomerne, še do danes ne docela pojasnjene izdatke. Nastanku ene najlepših glasbenih umetnin je botrovala nuja. Mozart se je nemudoma lotil dela in Rekviem je skladal prav do svoje smrti 5. decembra 1791. Vmes je delo dvakrat za nekaj tednov prekinil, da je ustvaril operi Čarobna piščal in La clemenza di Tito. 
Skladatelj je Rekviem očitno nameraval dokončati v prvih mesecih naslednjega leta, saj naslovna stran partiture nosi kot datum nastanka dela z Mozartovo roko zapisano letnico 1792. Vendar ga je smrt prehitela. V celoti je napisal le Requiem, Kyrie in Dies irae. Pri ostalih stavkih je izpisal vokal in bas, njegov učenec in pomočnik Franz Xaver Süssamayr pa je delo dokončal. Ustvarjalnega deleža slednjega ni mogoče docela ovrednotiti, vendar sloviti dirigent Nikolaus Harnancourt sodi, da je Mozart kljub smrtni bolezni ali prav zato, ker je spoznal, da mu dela ne bo dano dokončati, Süssamayru natančno predpisal, kako naj izpelje preostale stavke Rekviema. 
Mozart je vse življenje strogo ločil svoje osebno življenje in umetniško sporočilo svojih glasbenih stvaritev, saj je v svojem ustvarjanju hotel doseči čistost in ravnotežje klasičnih lepotnih idealov, kar je bolj kot komurkoli drugemu uspelo prav njemu. V Rekviemu je ta pregrada padla. Eno od kasnejših poročil pravi, da so malo pred smrtjo prijatelji Mozartu zapeli in zaigrali stavke Rekviema, ki so bili do tedaj dokončani. Umirajočega je do solz ganila Lacrimosa, stavek, v katerem angelsko petje kot srebrna nitka prepleta padajoča melodija v godalih. Pred odhodom v nesmrtnost je Mozartov genij v glasbo prelil strah pred smrtjo, pa tudi iz iskrene vere izvirajoča tolažbo in upanje. To sporočilo je prežarjeno s tako mogočno umetniško močjo, da bo v naši civilizaciji za vedno določalo idealno mero soočenja človeškega bitja s poslednjimi rečmi.